# Севернокорейски ядрен опит (2009)
На 25 май 2009 Северна Корея провежда подземен ядрен опит. Опитът е извършен в 9 ч 54 мин Корейско стандартно време (3 ч 54 мин сутринта българско време) недалеч от Килчу, където през 2006 КНДР тества първото си ядрено устройство.

## Предхождащи събития
На 5 април КНДР изстрелва ракета Унха-2, която пренася изкуствен спътник Кванмьонсон-2. САЩ, Япония, Южна Корея и ЕС осъждат действието, тъй като според тях това е пробен пуск на ракетата Тепходон-2. Съветът за сигурност на ООН приема резолюция, осъждаща изстрелването и призоваваща към санкции. КНДР призовава държавите членки на СС да се извинят за резолюцията, след което напуска шестстранните преговори по ядрената програма, прекратява икономическото си сътрудничество с Южна Корея и изгонва ядрените инспектори на МААЕ. Няколко дни по-късно започва възстановяване на ядрения реактор в Йонбьон и обявява, че ще бъдат проведени нови ядрени изпитания и пускове на балистични ракети.

## Засичане на сеизмична активност
Първи за сеизмично събитие близо до Килчу, Северен Хамгьон, съобщава Американския институт за геофизически наблюдения USGS). Според USGS става въпрос за трус с магнитуд 4,7 по Рихтер, на около 10 километра под земята. По първоначални данни на руското министерство на отбраната, мощността на устройството е била около 20 килотона – сравнима с бомбата над Нагасаки, и се анализират данните за определяне точните характеристики на атомния взрив.
Японската метеорологична агенция съобщава за трус с магнитуд 5,3 по Рихтер. Според южнокорейския институт за наука и технологии сеизмичната активност е на същото място като първия ядрен опит, но е далеч по-силна отколкото през 2006.
Редица американски анализатори определят силата на устройството между 1,5 и 10 килотона, а според Мартин Калиновски от Хамбургския университет тя е от 3 до 8 килотона. Източник от южнокорейското министерство на отбраната предполага сила между 1 и 20 килотона.

## Изявление на Корейската централна новинарска агенция
КЦНА прави изявление час след опита, в което се казва следното:
| „ | Извършихме успешно нов ядрен опит на 25 май. Той е сред мерките, с които републиката укрепва способностите си за ядрено възпиране (...) [ядреният опит] допринесе за защитата на суверенитета на страната, нацията и социализма, както и за осигуряването на мира и сигурността на Корейския полуостров и региона с мощта на Сонгун. | “ |

## Последствия
Южнокорейският президент Ли Мюн-бак свиква спешна среща на министрите върху ядрения опит.
Десетки държави, сред които най-близките партньори на КНДР – Русия и Китай, както и България, осъждат ядрения опит. В отговор на обсъждането на Съвета за Сигурност за налагане на нови санкции, Северна Корея заплашва с едностранно оттегляне от примирието, сключено през 1953 година. Впоследствие САЩ и Южна Корея повишават всеобщото ниво на бойна готовност от пета на четвърта степен. Русия предприема защитни мерки в случай, че напрежението на Корейския полуостров прерастне в ядрена война. На 29 май севернокорейската армия заплашва, че ще напада американски и южнокорейски кораби, плаващи край бреговете на КНДР, ако заплашват сигурността на страната. В Япония се подновяват дебатите за притежание и разработване на японско атомно оръжие и средства за възпиране и ответен удар – тема, която до този момент за японската политика остава табу.
На 30 май Великобритания изпраща специален самолет-цистерна в американската база Кадена на остров Окинава. В същия ден пристига и американски изтребител F-22 с пълен екипаж, първият от 12 предвидени за базата на Окинава.
На 2 юни Япония одобрява планове за разполагане на космическа система за ранно предупреждение, след съобщения за подготвяни нови ракетни изпитания, като по този начин приключва със своята доктрина за неизползване на Космоса за военни цели. След ядрения опит САЩ одобряват продажбата на противобункерни бомби GBU-28, зенитно-ракетни системи SM-2 и модернизационни пакети „Блок 32“ за изтребители F-16 на Южна Корея.
Южна Корея е разработила и одобрила стратегия за ответен удар в случай на пълномащабно ракетно нападение от страна на Северна Корея.